# 야마세정
야마세정(山瀬町)은 도쿠시마현 오에군에 설치된 정이다. 